# Champagne rosé
Le champagne rosé est un type de vin de Champagne.

## Histoire
Le champagne rosé a été inventé en 1764 par la maison Ruinart. Il s'agissait alors d'œil-de-perdrix. D'autres producteurs ont expérimenté des techniques d'élaboration au cours du XIXe siècle. Ainsi, en 1818, Madame Clicquot, dirigeante de la Maison Veuve Clicquot, a inventé le premier rosé d’assemblage connu, en combinant du vin rouge et du vin blanc. Ce processus de fabrication s’est ensuite répandu dans toute la Champagne,. C'est à la fin du XXe siècle que le commerce de ce vin est devenu significatif.

## Élaboration
Il existe deux catégories de champagne rosé : l'un dit d'assemblage, l'autre dit de saignée.
- Le champagne rosé d'assemblage est obtenu par le mélange de moûts de raisins blancs et de raisins noirs, auquel est ensuite ajoutée une faible proportion de vin rouge. C'est une spécificité champenoise : il s'agit en effet du seul vin français pouvant être élaboré selon cette technique. Ce champagne est reconnaissable par ses arômes légers et sa robe rose orangé.
- Le champagne rosé de saignée consiste à laisser macérer les raisins à peau noire ou grise (pinot-noir, pinot-meunier et pinot-gris) afin que le jus se teinte naturellement, à l'instar des vins rosés traditionnels. Ce champagne est reconnaissable par ses arômes plus vineux et sa robe rose intense.

Le premier procédé est le plus répandu en Champagne.
Des maîtres de chai ont expérimenté la macération des moûts de raisin avec des baies de sureau.
Au XIXe siècle un champagne rouge avait aussi été élaboré, voir Le champagne rouge.

## Production
Depuis quelques années, la demande de champagne rosé augmente et l'offre s'adapte en conséquence. Alors qu'ils représentaient 2,5 % des exportations de Champagne en 1977, les champagnes rosés sont passés à 4,8 % en 2004, à 5,6 % en 2005[réf. nécessaire] pour atteindre 9 % en 2012. Les plus importants consommateurs sont le Royaume-Uni, les États-Unis et le Japon.